# Alper Balaban
Alper Balaban (Karlsruhe, 1 augustus 1987 - Bretten, 12 april 2010) was een Turks professioneel voetballer die als aanvaller speelde.

## Clubcarrière
Balaban groeide op in Duitsland, maar op zijn achttiende maakte hij de overstap van de jeugd van 1899 Hoffenheim naar Fenerbahçe. Daar wist hij uiteindelijk niet door te breken na een erg goede periode in de jeugd. Tijdens huurperiodes bij Kocaelispor en Bucaspor liet Balaban niets echt overtuigends zien, waardoor hij alleen maar naar het kleine Inegölspor overstapte. Via Eskişehirspor kwam hij nog terecht bij Tavşanlı Linyitspor.

## Dood
Op 5 april 2010 raakte Balaban in het Duitse Bretten betrokken bij een auto-ongeluk. Op 12 april overleed hij op 22-jarige leeftijd aan zijn verwondingen.